# Intoxicació amnèsica per marisc
La intoxicació amnèsica per marisc (en anglès: Amnesic Shellfish Poisoning) (ASP) és una intoxicació alimentària deguda al consum de marisc contaminat per àcid domoic, un aminoàcid produït per algunes espècies de fitoplàncton, majoritàriament per Pseudo-nitzschia spp. L'àcid domoic actua com una neurotoxina causant la degeneració neuronal en els mamífers, inclosos els humans, provocant pèrdua de memòria a curt termini, pèrdua de massa cerebral i la mort en els casos més greus. A causa de la bioacumulació en el marisc, l'àcid domoic entra dins de la xarxa alimentària dels humans una vegada són consumits. L'ASP forma part de les quatre intoxicacions per ingestió de marisc.

## Història
El novembre de 1987 va sorgir a l'illa del Príncep Eduard, situada a l'est del Canadà una intoxicació alimentària de característiques epidèmiques en consumidors de musclos blaus (Mytilus edulis Linnaeus), cultivats i recol·lectats a la mateixa illa.
Més de 100 persones van estar intoxicades, en 107 pacients van aparèixer símptomes com nàusees, vòmits, diarrees, cefalàlgia intensa i pèrdua de memòria a curt termini. El brot va suposar l'hospitalització de 19 individus i la mort de 4 persones grans. Dotze dels 19 hospitalitzats van acabar en cures intensives per presentar, a més, secrecions respiratòries profuses, inestabilitat de la pressió sanguínia, convulsions i coma en els casos més greus.
El període de latència, des de la ingesta dels musclos contaminats fins a l'aparició de la intoxicació, va ser entre 15 minuts a 38 hores, amb una mitjana de cinc hores. Aquesta gran diferència d'hores per l'aparició dels símptomes es creu que pot ser degut a diversos factors que podrien haver modificat el ritme d'absorció, com ara l'aliment que acompanyava el contaminant, la quantitat d'aquest últim, la beguda, l'estat previ del l'estómac i la presència d'algun possible factor de risc.
Els efectes clínics observats en molts dels afectats van incloure pèrdues de memòria, i per això es va anomenar a aquesta condició intoxicació amnèsica per marisc (ASP). El producte químic que al principi era d'origen desconegut, es va identificar posteriorment com a àcid domoic.
La recuperació, quan va ocórrer, va variar entre les 24 hores a dotze setmanes.

## Exposició

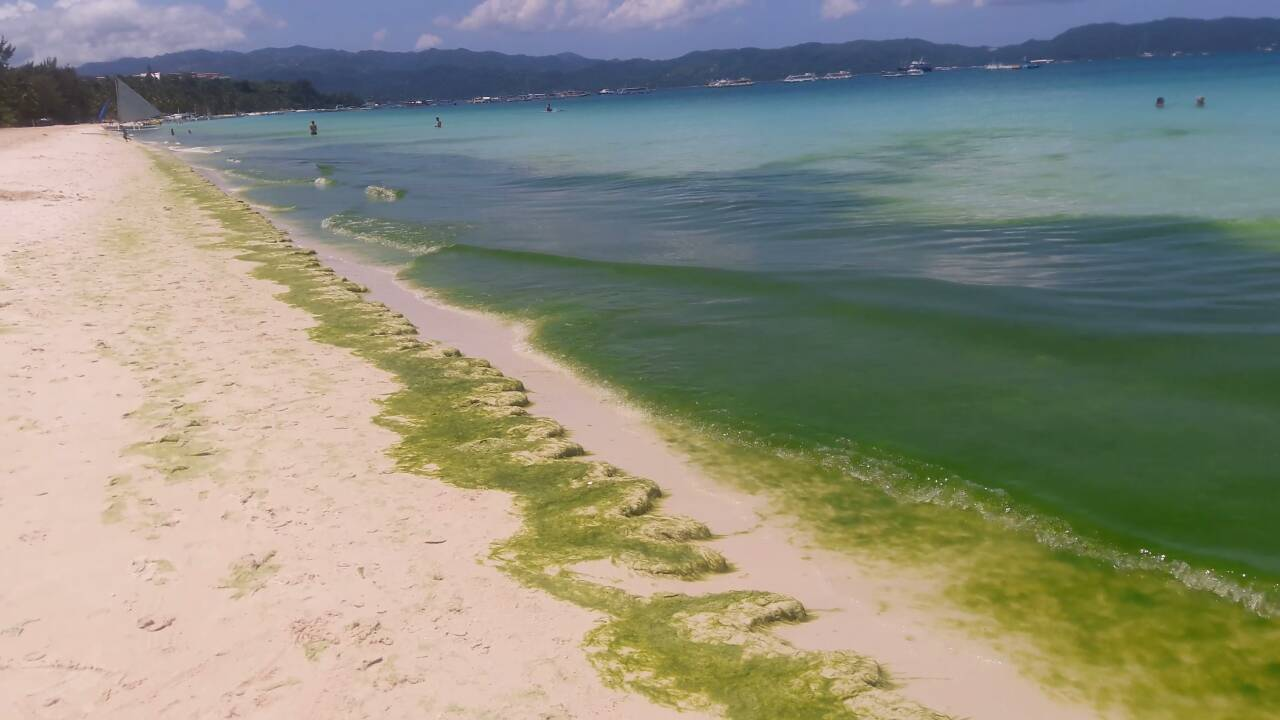
Exemple de la proliferació d'algues degut a flors d'aigua a una platja a Boracay

Les primeres identificacions de l'àcid domoic es van donar originàriament al sud del Japó, a partir de mostres de les macroalgues vermelles Chondria armata. No obstant això, després del brot d'ASP al Canadà el 1987, es va comprovar que també les diatomees marines del gènere Pseudo-nitzschia tenien la capacitat de produir àcid domoic.
El gènere Pseudo-nitzschia spp. està molt distribuït arreu del món en aigües marines tant de climes càlids com de climes freds.
El fitoplàncton produeix àcid domoic regularment, però quan es donen les condicions òptimes mediambientals hi ha un augment de la producció de l'àcid domoic. Hi ha variacions estacionals en les floracions del fitoplàncton, concretament, a la primavera i la tardor es veu augmentat el nombre de floracions a causa de les precipitacions abundants i periòdiques i a l'abundància de nutrients. A més, la disminució dels corrents d'aire i la reducció dels corrents d'aigua fan possible que el fitoplàncton s'acumuli a la superfície de les aigües més càlides, mentre que els períodes de sol permeten que el fitoplàncton experimenti un creixement ràpid i una floració. Aquest fenomen de proliferació de fitoplàncton es coneix com a flors d'aigua o marees roges.
Es coneix que nombroses soques del gènere P. nitzschia produeixen àcid domoic com per exemple P. multiseries, P. pseudodelicatissima i P. Australis. Tanmateix, l'augment en la producció d'àcid domoic presenta diferències significatives entre les diferents espècies i es creu que augmenta en resposta a un estrès ambiental, com ara un canvi en la temperatura de l'aigua.
Tot i que l'augment de la producció d'àcid domoic sol estar associat a les temperatures de mars més càlids (14-17 °C), algunes soques s'han adaptat al creixement en aigües més fredes, com per exemple, la P. seriata que aconsegueix produir altes concentracions d'àcid domoic a 4 °C.

### Bioacumulació
S'ha demostrat que l'àcid domoic té la capacitat d'acumular-se en una àmplia varietat d'espècies de marisc com ara alguns tipus de navalles, musclos, cloïsses i vieires.
Els mariscs acumulen àcid domoic ja sigui per filtració directa del plàncton o per ingerir directament organismes contaminats, per tant, les concentracions d'àcid domoic són més altes a les glàndules digestives que en altres teixits. Els mariscs són animals filtradors, el seu sistema digestiu es basa en el fet que bomben aigua a través dels seus sistemes interns, filtrant-la i menjant algues i altres partícules necessàries per la seva alimentació. Quan els mariscs mengen algues que produeixen biotoxines, la biotoxina es pot acumular al seu teixit encara que les taxes d'acumulació varien entre les diferents espècies.
Els animals que s'alimentin d'aquests mol·luscos bivalves contaminats són els que patiran una intoxicació alimentària com serien els crancs, les anxoves o el verat, que també poden veure incrementat els seus nivells d'àcid domoic, però en menor quantitat que en el cas dels mol·luscos.
Finalment, l'àcid domoic entra a la xarxa alimentària dels humans pel consum de mol·luscos bivalves o de petits peixos contaminats i poden arribar a produir ASP segons la dosi consumida d'àcid domoic.

## Toxicocinètica
La informació sobre la toxicocinètica de l'àcid domoic en mamífers és molt limitada. Les dades inicials es van extreure del brot d'intoxicació per àcid domoic al Canadà el 1987. En aquest estudi no es van detectar restes d'àcid domoic en mostres de sang, sèrum i líquid cefalorraquidi de 17 pacients exposats a unes quantitats estimades d'entre 60 i 290 mg d'àcid domoic a causa de la ingesta de marisc contaminat. També es va assenyalar que les mostres havien estat obtingudes almenys dos dies després que els pacients haguessin consumit marisc contaminat i que aquest temps podia haver estat suficient perquè la toxina s'hagués eliminat dels líquids corporals examinats.
Aquestes observacions suggereixen que l'àcid domoic no s'absorbeix adequadament i s'elimina ràpidament del cos.

### Absorció
L'administració oral d'àcid domoic en una solució salina a ratolins i rates ha demostrat que els nivells de NOEL (nivells sense efectes observats. En anglès: no observed effect level) són aproximadament trenta vegades més alt que els que es troben a través d'injeccions intraperiotineals de solucions d'àcid domoic. Això proporciona algunes proves que l'àcid domoic no s'absorbeix adequadament en el tracte gastrointestinal. Al mateix estudi, seguint l'administració oral d'un extracte de musclo que contenia àcid domoic a ratolins i rates, quasi tot l'àcid domoic administrat es va detectar a les femtes dels animals experimentals, aquest resultat suggereix una baixa o nul·la absorció d'aquesta substància al tracte gastrointestinal.
Si es té en compte la taxa d'excreció urinària de l'àcid domoic, s'ha estimat que l'absorció al tracte gastrointestinal és inferior al 2% en el cas d'administrar una dosi de 0,1 o 5,0 mg d'àcid domoic / kg pes corporal a rates durant 64 dies.
En un estudi posterior, es va confirmar la deficient absorció gastrointestinal de l'àcid domoic en micos Cynomolgus. Després de repetides administracions orals durant 30 dies amb dosis d'entre 0,5 a 0,75 mg d'àcid domoic / kg pes corporal, els resultats van indicar que només es va absorbir el 4-7% de l'àcid domoic administrat.
El temps d'inici dels símptomes en humans és de 15 minuts a 38 hores (una mitjana de 5,5 hores aproximadament) a la ingesta, segons la quantitat i l'absorció acumulada de toxines ingerides.

### Distribució
L'administració intravenosa d'àcid domoic tritiat va indicar que el volum aparent de la distribució de la substància a la rata era d'uns 260 mL/kg pes corporal. El volum de distribució en el cas del mico Cynomolgus és menor, sent inferior a 200 mL/kg.
Mitjançant una injecció intravenosa de 10 μg d'àcid domoic tritiat / kg pes corporal en rates, es va observar certa permeabilitat a través de la barrera hematoencefàlica i que no variava considerablement la constant de transferència mesurada entre diferents regions cerebrals. Això indicava una baixa permeabilitat de l'àcid domoic a través de la barrera.
Es van trobar diferents residus equivalents a l'àcid domoic, concretament, en concentracions d'entre 52 i 83 pg/g de teixit a diferents regions del cervell. A més, la mesura de la constant de transferència de la permeabilitat d'àcid domoic en diferents regions cerebrals no va canviar quan es va augmentar 40 vegades la quantitat administrada. Per tant, es va concloure que l'àcid domoic entra al cervell sense la implicació d'un mecanisme portador, i que aquestes condicions que poden comprometre la integritat de la barrera hematoencefàlica també podrien tenir un impacte en els efectes de l'àcid domoic sobre el cervell.
Les dades extretes d'aquest experiment han estat utilitzades per desenvolupar un model de captació d'àcid domoic en el cervell. És possible que algunes regions del cervell no estiguin protegides de l'àcid domoic per part de la barrera hematoencefàlica, com és el cas de la zona postrema. Aquest accés sense restriccions de l'àcid domoic a la zona postrema es considera la causa de l'efecte dels vòmits que van patir els micos Cynomolgus que van rebre la substància per via intravenosa.
També es va demostrar la facilitat que té l'àcid domoic per travessar la barrera placentària i ser transferida de la mare al fetus en el cas de rates femelles embarassades. Una sola injecció intravenosa de 0,6 o 1,6 mg d'àcid domoic/kg pes corporal en el dia 13 o 20 de gestació va donar com a resultat nivells detectables d'àcid domoic al cervell dels fetus, analitzats 1 hora després de l'exposició. També es va detectar nivells d'àcid domoic en el líquid amniòtic.
S'ha observat que en lleons marins hi ha transferència d'àcid domoic des de la mare intoxicada naturalment fins al fetus.
La transferència d'àcid domoic de la mare a la seva descendència es pot produir també a través de la llet materna. En rates es va demostrar que l'administració d'injeccions intraperitoneals  d'1 mg d'àcid domoic / kg pes corporal dona lloc a una transferència limitada d'àcid domoic a la llet materna. En contrast amb l'eliminació ràpida d'àcid domoic de la sang (> 99% a la primera hora després de la injecció), les concentracions en llet materna van disminuir només al voltant d'un 60% en 8 hores després de la injecció de la toxina. Tenint en consideració que una hora després de la injecció els nivells d'àcid domoic en la llet eren 16 vegades inferiors els que es troben en plasma es demostra una baixa transferència des de la sang a la llet. No es va detectar àcid domoic (LOQ, 1 ng/ml) al plasma de les cries que van rebre llet  materna recollida 4 hores després de l'administració d'àcid domoic a les mares.

### Metabolisme
L'administració d'àcid domoic tritiat a rates a través d'una única injecció intravenosa ha demostrat que entre un 70-75% de la radioactivitat detectada a l'orina es va associar amb àcid domoic parental, indicant que la major part de l'àcid domoic injectat es manté no metabolitzat a la rata. Un estudi a part va proporcionar proves que no hi havia conjugats d'àcid domoic a l'orina de les rates que van rebre la toxina per via intravenosa.

### Excreció
Es va experimentar amb injeccions intravenoses d'àcid domoic a rates nefrectomitzades, això va donar lloc a concentracions sèriques de toxina que eren aproximadament set vegades més altes que les que es trobaven en animals amb operacions placebo, cosa que significa el paper important del ronyó en la eliminació de l'àcid domoic de la sang. L'augment dels nivells sèrics d'àcid domoic en les rates nefrectomitzades va donar lloc a un augment aproximadament del doble de les concentracions d'àcid domoic a diferents regions del cervell. Això confirmaria que les funcions renals tenen un paper important en la susceptibilitat de les persones a la intoxicació per àcid domoic.
Després de l'administració intravenosa d'àcid domoic tritiat a rates es va eliminar ràpidament la dosi a l'orina. En aquest estudi es van observar diversos paràmetres toxicocinètics de l'àcid domoic que es van determinar després de la injecció de tres dosis diferents d'àcid domoic (0,5 ng, 0,5 mg i 2,0 mg d'àcid domoic / kg pes corporal), i es va trobar que la constant de velocitat d'eliminació (0,03 / minut) no es va veure afectada per la dosi injectada. Tant l'eliminació total com la renal van ser d'aproximadament 10 ml / minut / kg pes corporal. Atès que l'eliminació total i renal de l'àcid domoic eren essencialment les mateixes, es pot concloure que l'eliminació de l'àcid domoic del sèrum, un cop absorbida la toxina del tracte gastrointestinal, es produeix completament pel ronyó. L'eliminació renal es va confirmar en micos Cynomolgus, tot i que el percentatge d'eliminació en els micos era aproximadament deu vegades menys que en les rates.
A més, en un estudi subcrònic oral en rates els nivells d'àcid domoic mesurat en mostres d'orina recollides després de 24 hores, van indicar que l'àcid domoic absorbit s'excreta completament en orina. La baixa absorció del tracte gastrointestinal i la seva ràpida eliminació renal implicarien una petita o quasi nul·la bioacumulació de l'àcid domoic en mamífers en cas de tenir una funció excretora renal eficient, sense cap mena de deterioració.

## Mecanismes d'acció
L'àcid domoic és un aminoàcid excitatiu anàleg de l'àcid glutàmic, àcid aspàrtic i àcid kainic a causa de la seva semblança estructural. Actua mitjançant l'activació dels receptors del glutamat provocant un estat tòxic d'excitabilitat que produeix lesions en el sistema nerviós central (SNC).

### Efectes sobre el calci i AMP cíclic
L'àcid domoic indueix la seva toxicitat mitjançant canvis en la concentració intracel·lular de calci ([Ca2+]i) i elevant els seus nivells en el cervell. La privació de glucosa i l'eliminació de sodi (Na+) del medi de bicarbonat de Krebs també fan augmentar encara més la concentració de calci intracelular, cosa que suggereix una relació entre el metabolisme de la glucosa, el sodi i la transferència de Ca2+ a través de la membrana neuronal.
L'augment del calci intracelular per inducció d'àcid domoic és degut a un augment de l'afluència de calci i la seva mobilització des del reticle endoplasmàtic. A més, la disminució de l'activitat de calci-ATPasa per manca d'ATP, i les quantitats variables i l'expressió de proteïnes d'unió al calci (CaBP) semblen contribuir a una elevació de calci intracel·lular en resposta a l'àcid domoic.
L'àcid domoic inhibeix el calci i l'activitat de l'adenilat ciclasa estimulada per calmodulina (CaM) en les membranes del cervell, això dona lloc a una reducció dels nivells d'AMP cíclic. L'AMP cíclic és conegut per activar la proteïna cinasa A, una proteïna que millora la fosforilació dels canal de calci, de manera que redueix l'afluència de calci per evitar el desenvolupament d'una sobrecàrrega que pot ser perjudicial per a la funció cel·lular neuronal.
Com que l'àcid domoic redueix el nivell d'AMP cíclic, es veu disminuit el control de retroalimentació de l'AMP cíclic en l'afluència de calci a través de canals calci, això provoca una major circulació i donant lloc a una sobrecàrrega de calci que afecta negativament molts processos intracel·lulars per culpa de la toxicitat de l'àcid domoic.
L'activitat del calci i de l'adenilat ciclasa estimulada per CaM està molt correlacionada amb l'adquisició i retenció de memòria en diferents organismes. Les proteïnes d'unió del calci s'uneixen de manera reversible amb ell i proporcionen tampons intracel·lulars de calci, de manera que protegeixen les cèl·lules neuronals dels danys per sobrecàrrega de calci en resposta a l'àcid domoic.
També s'ha observat que l'àcid domoic estimula l'alliberament de l'àcid glutàmic dels sinaptosomes i pot produir alguns dels seus efectes tòxics mitjançant l'excés d'àcid glutàmic a la sinapsi neuronal.
En conclusió, la neurodegeneració induïda per l'àcid domoic, que dona com a resultat una pèrdua de memòria, està condicionada per la sobrecàrrega dels nivells de calci, la inhibició de l'activitat de calci i de l'adenilat ciclasa estimulada per CaM i/o per l'alliberament induit d'àcid glutàmic al cervell.

## Toxicitat

### Toxicitat aguda
S'han realitzat estudis de toxicitat aguda en ratolins, rates i micos Cynomolgus que han estat exposats a diferents dosis d'àcid domoic mitjançant diferents vies d'administració, com per exemple intraperitoneal, intravenosa o per via oral. Alguns dels estudis van utilitzar extractes  sencers de musclos contaminats o extractes d'hepatopàncrees, en lloc de toxines d'àcid domoic purificades. Això influeix de manera negativa, ja que no es pot quantificar amb precisió el contingut d'àcid domoic o la presència d'altres toxines o compostos biològicament actius.

#### Administració oral
En experiments amb ratolins, van ser necessàries dosis d'àcid domoic de 35 mg/kg pes corporal per obtenir la presència de signes clínics i la mort es va produir als 47 i 104 mg/kg pes corporal. Amb un extracte acidificat a pH 4,0 es van obtenir resposta a una dosi de 71 mg d'àcid domoic / kg pes corporal i la mort a dosis d'entre 71 i 83 mg d'àcid domoic / kg pes corporal. Es van observar edemes i degeneració neuronal quan els ratolins van ser tractats amb una dosi de 35 mg/kg d'àcid domoic purificat / kg pes corporal.
En el cas de les rates, van ser necessàries dosis d'entre 60 i 80 mg/kg pes corporal per desenvolupar alguns signes clínics (flaccidesa, cap a terra i inactivitat) i la mort en un sol cas a 80 mg/kg. La mostra purificada d'àcid domoic administrada en solució salina també va produir signes tòxics (rascades en el seu propi cos i convulsions) a 35 i 70 mg d'àcid domoic / kg pes corporal.
En els micos Cynomolgus es van observar lesions histopatològiques lleus i moderades al sistema nerviós central  i neuroexcitació a dosis de 5 a 10 mg/kg pes corporal amb mostres d'àcid domoic purificat dissolt en una solució salina (95% de puresa). L'hipocamp i el còrtex van ser les zones més afectades. Els micos als quals els van donar la mateixa dosi, però de mostres d'àcid domoic cru o purificat van desenvolupar anorèxia, salivació excessiva i vòmits.

#### Administració intraperitoneal
Mitjançant l'experimentació en ratolins, es va determinar com a valor de dosi letal mitjana (DL50) 3,6-4,0 mg d'àcid domoic / kg pes corporal en el cas de la toxina pura. Es va estimar un valor de LOAEL de 0,5 mg DA/kg pes corporal utilitzant un dels primers símptomes com indicador, que seria rascar-se el cos.
En el cas de les rates, van ser administrades un cop intraperitonealment amb diferents dosis d'àcid domoic de 0-7,5 mg/kg pes corporal i es van observar durant 24 hores. Les dosis més baixes van provocar conductes transitòries com estats d'hiperexcitabilitat, rascades en el propi cos, disminució del pes corporal i sensibilitat auditiva. Totes les rates amb dosis superiors a 4 mg/kg pes corporal presentaven lesions histopatològiques a l'hipocamp, hipotàlem, amígdala, còrtex, sistema olfactiu i la retina i pèrdua de l'equilibri i convulsions.
En micos Cynomolgus es va administrar una dosi única de 4 mg d'àcid domoic / kg pes corporal i es van desenvolupar signes clínics de neurotoxicitat després d'un curt període. Els efectes incloïen una masticació persistent amb espumatge, pèrdua de l'equilibri, tremolors i dany del sistema nerviós central format per edema i degeneració de cèl·lules nervioses en el sistema límbic i la retina.

#### Administració intravenosa
Les rates que van ser injectades per via intravenosa amb diferents dosis d'àcid domoic van mostrar descàrregues intermitents a l'hipocamp, convulsions i mort en pocs dies.
Els micos Cynomolgus van ser injectats un sol cop amb dosis diferents d'àcid domoic, entre 0,025–0,5 mg/kg pes corporal. Entre les dosis més baixes es van presentar símptomes neuroexcitatoris i fortament emètics i a la dosi més elevada el comportament era marcadament excitotòxic. Els símptomes anaven des de la masticació persistent amb espumatge, diversos graus de malestar i vòmits fins, en la dosi més alta, posicions anormals del cap i el cos, rigidesa dels moviments, pèrdua d'equilibri i tremolors. Per a dosis de fins a 4 mg/kg pes corporal es va aplicar una tècnica histoquímica específica per revelar la degeneració dins del cervell. Aquest mètode va revelar cossos de cèl·lules neuronals degenerades i terminals no només dins de l'hipocamp, sinó també dins d'altres estructures límbiques.

### Toxicitat subcrònica
En micos Cynomolgus es van donar diàriament dosis orals d'àcid domoic de 0,5 mg/kg durant 15 dies i després de 0,75 mg/kg durant 15 dies més. Després de l'administració de les dues dosis no es van observar efectes tòxics ni canvis en els següents paràmetres avaluats: pes corporal, consum d'aigua i d'aliments, observacions clíniques, hematologia, química sèrica i microscòpia lleugera de tots els òrgans principals, inclosos cervell i retina.
En rates, l'administració oral durant 64 dies de 0,1 o 5 mg d'àcid domoic/ kg pes corporal al dia no va provocar anormalitats clíniques ni va alterar cap paràmetre hematològic o paràmetre químic del sèrum o l'orina. Independentment de la dosi indicada, les característiques morfològiques del cervell, els ulls, el pulmó, el fetge, el ronyó i altres òrgans van ser normals quan es van observar amb microscòpia lleugera. No es van produir canvis amb la dosi diària de 0,1 mg/kg pes corporal i es va identificar com a NOAEL. Com que en el grup de dosis elevades l'excreció urinària diària d'àcid domoic es va mantenir constant durant l'estudi, es va suggerir la manca de canvis en el metabolisme o l'acumulació d'àcid domoic a causa d'una exposició prolongada.

### Toxicitat crònica i carcinogènesi
No existeixen proves científiques suficients que confirmin els efectes crònics o la carcinogenicitat de l'àcid domoic.

## Símptomes
Durant el brot d'ASP que va succeir al Canadà, es va fer un seguiment exhaustiu sobre els símptomes que presentaven els pacients. Aquelles persones que pateixen ASP presenten danys neurològics permanents, amnèsia i anomalies cognitives, com ara el coma, mutisme i convulsions. La següent taula recopila els diferents símptomes aguts que es poden presentar i el percentatge de pacients que els va patir:
| Símptoma                         | Percentatges |
| -------------------------------- | ------------ |
| Signes i simptomes aguts         |              |
| Marejos                          | 80%          |
| Nàusees i vòmits                 | 76%          |
| Dolor abdominal                  | 51%          |
| Mal de cap                       | 43%          |
| Diarrea                          | 42%          |
| Palpitacions                     | 35%          |
| Agitació                         | <25%         |
| Símptomes crònics                |              |
| Pèrdua de memòria a curt termini | 25%          |
| Diplopia                         | 15%          |
| Confusió, desorientació i coma   | <5%          |

Els efectes en el sistema nerviós central (SNC) van aparèixer des de les dues hores, i dins de les 48 hores la cefalàlgia era intensa, acompanyada d'un o més símptomes, com confusió, desorientació, vertigen, inestabilitat de la marxa, pèrdua de memòria, problemes de visió, convulsions generalitzades, agitació, pèrdua de contacte amb el medi ambient i mutisme que durava diversos dies. Dins de les 48 hores gairebé tots van presentar confusió i desorientació, l'amnèsia o pèrdua de memòria va ser anterògrada, perquè tenien dificultat o impediment per recordar noves experiències. La disfunció de sistema nerviós autònom (SNA) va durar diversos dies i va incloure un o més efectes com arrítmies cardíaques, taquicàrdia, vasodilatació perifèrica, hipotensió, pressió arterial inestable, increment de secrecions bronquials i piloerecció. Les manifestacions de sistema nerviós perifèric (SNP) van incloure debilitat general per compromís muscular estriat, hiperreflèxia transitòria simètrica, fasciculació, signe de Babinski, ganyotes, mioclònies i alteracions en fixar la mirada.

## Diagnòstic
El diagnòstic en humans es basa en el seguiment de la dieta del pacient en els dies previs als primers símptomes i comprovar si es va donar la ingestió de mol·luscos bivalves alhora que es té en compte la simptomatologia característica de l'ASP. Es té en consideració tota la cadena alimentària que pot contaminar-se, no només marisc sinó també diferents tipus de peixos.
La confirmació de la intoxicació per àcid domoic es realitza demostrant la seva presència amb l'anàlisi de l'aliment marí contaminat, mitjançant HPLC o LC / MS-MS.
En el cas dels pacients es controla els símptomes mitjançant: CBC; electrocardiogrames (disrítmies cardíaques); electroencefalogrames (si es presenten convulsions); CMP (Panell Metabòlic Integral), centrat en els nivells de magnesi (Mg), calci (Ca) i potassi (K); i proves de mostres de femta (C&S, tinció de Gram, ous i paràsits). Les proves sobre el sistema locomotor poden identificar la inestabilitat psicomotriu, la debilitat generalitzada, la presència d'hiperreflèxia transitòria simètrica i els signes de Babinski. Així mateix, els pacients poden ser observats per fasciculacions i atròfia distal, hiperreflèxia, pèrdua de sensibilitat distal al dolor i canvis de temperatura. Les proves neuropsicològiques identifiquen confusió, desorientació i la pèrdua de memòria. Les proves a llarg termini es poden dur a terme mitjançant TC, IRM i PET d'exploració del cervell per avaluar els canvis estructurals de l'hipocamp i l'amígdala.

## Tractament i prevenció
Actualment, no existeix un antídot o medicació específica per tractar la intoxicació amnèsica per marisc encara que si s'utilitzen diferents teràpies i medicaments per pal·liar els símptomes. Alguns exemples serien l'ús de medicaments anticonvulsius, com per exemple difenilhidantoina, fenobarbital o diazepam; ús d'analgèsics per al mal de cap o dolor abdominal; ús d'antiemètics per a nàusees o vòmits; i també el trasllat i vigilància dels pacients més greus a la Unitat de cures intensives (UCI) i teràpies de manteniment/suport de vida en cas necessari.
Encara que tothom té risc de contraure ASP en consumir marisc contaminat, els pacients amb disfuncions hepàtiques i renals i sistemes immunitaris debilitats haurien d'extremar les precaucions i evitar el marisc cru. Els tractaments tèrmics realitzats als aliments no tenen gaires efectes sobre els nivells d'àcid domoic.
Després del brot d'ASP de 1987, les autoritats canadenques van imposar un límit de 20 mg àcid domoic / kg teixit de marisc que en cas de superar-se donaria lloc al tancament de les zones de recol·lecció de marisc. El límit legal emprat pel Canadà es va adoptar a la Unió Europea, Estats Units d'Amèrica, Nova Zelanda i Austràlia per a diferents espècies de marisc.

## Prevalença de l'ASP
Des que es té coneixement sobre la intoxicació amnèsica per marisc i es va establir un límit legal, és obligatori posar en coneixement de les autoritats competents de cada país quan hi ha un aliment contaminat per àcid domoic que superi els límits establerts i pugui suposar un risc per a la salut de la població. A la Unió Europea (UE), el sistema RASFF (en anglès: Rapid Alert System Feed and Food) és l'encarregat de recopilar les diferents alertes alimentàries dels països membres. Durant els ultims 20 anys s'han recopilat les diverses alertes sobre ASP a la Unió Europea, amb un total de 39 alertes sent Bèlgica i França els països més afectats. Aquestes dades ens indiquen una baixa prevalença de l'ASP dintre dels països membres de la UE.
| Any  | Nombre d'alertes | País          | Any  | Nombre d'alertes | País       |
| ---- | ---------------- | ------------- | ---- | ---------------- | ---------- |
| 1999 | 1                | Regne Unit    | 2011 | 1                | Noruega    |
| 2000 | 1                | Regne Unit    | 2011 | 1                | França     |
| 2002 | 1                | Països Baixos | 2012 | 1                | Bèlgica    |
| 2004 | 1                | Espanya       | 2013 | 1                | França     |
| 2004 | 1                | Italia        | 2014 | 2                | França     |
| 2004 | 2                | França        | 2015 | 1                | Regne Unit |
| 2005 | 5                | Bèlgica       | 2016 | 1                | Dinamarca  |
| 2006 | 1                | Bèlgica       | 2016 | 1                | Regne Unit |
| 2008 | 1                | França        | 2017 | 3                | Irlanda    |
| 2009 | 1                | França        | 2017 | 4                | Bèlgica    |
| 2010 | 1                | Regne Unit    | 2018 | 1                | Noruega    |
| 2010 | 1                | Italia        | 2018 | 1                | Bèlgica    |
| 2010 | 1                | França        | 2018 | 1                | Italia     |
|      |                  |               | 2019 | 2                | Irlanda    |